# Cetyń
Cetyń (kaszb. Cetiń lub Cecëno, niem. Zettin) – wieś w Polsce położona w województwie pomorskim, w powiecie bytowskim, w gminie Trzebielino. Miejscowość jest siedzibą sołectwa "Cetyń" w którego skład wchodzą również Gostyniec i Wargoszewo.
W latach 1975–1998 miejscowość administracyjnie należała do województwa słupskiego.

## Historia
Pierwsza wzmianka o Cetyniu pochodzi z XIII wieku. Wieś była drugą po Kołczygłowach miejscowością kościelną w dobrach Puttkamerów. Cetyń rozwijał się niezależnie od majątku. W XVIII stuleciu zamieszkiwany był głównie przez Kaszubów. Majątek z niedużym pałacem należał do Puttkamerów do roku 1945.

## Zabytki
- zabytkowy murowano-ryglowy kościół z XVII w., należący do Parafii Rzymskokatolickiej w Suchorzu. Zbudowany w miejscu średniowiecznej drewnianej świątyni w roku 1696, posiada niską wieżę z hełmem wiciowym. Kościół usytuowany jest na wzniesieniu w centrum wsi w otoczeniu starodrzewu. Na przykościelnym cmentarzu znajduje się dzwonnica z XIX w. oraz żeliwne krzyże pastora i jego żony[4].
- domy z XIX w.
- park[5]. Pałac w Cetyniu Puttkamerów wybudowany w 1880, po 1945 siedziba PGR. Zniszczony[6].

## Geografia
Akumulacyjna działalność wód fluwioglacjalnych doprowadziła do utworzenia w okolicach Cetynia ozu o długości 4,5 km z kulminacją 122,9 m n.p.m.